# 西晋故事新编
《西晋故事新编》是中国作家马舒编著的一部关于西晋历史的通俗历史读物。内容包括从高平陵之变到西晋灭亡共75个历史故事。接续在文革中的去世的林汉达所著的《故事新编》系列（《东周列国故事新编》《前后汉故事新编》《三国故事》），1984年7月，由中华书局首次出版，其后又有《东晋故事新编》《南北朝故事新编》《隋朝故事新编》。